# William Archibald Cadell

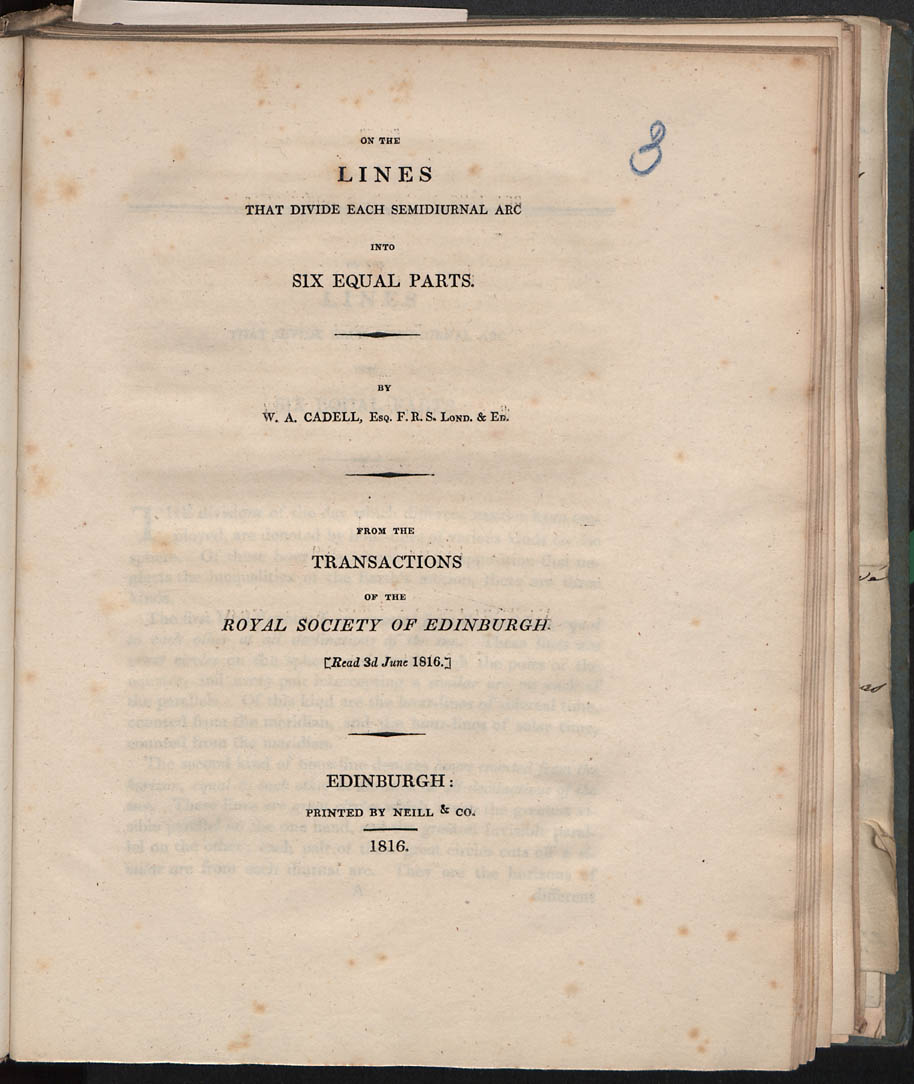
On the lines that divide each semidiurnal arc into six equal parts, 1816

William Archibald Cadell (Falkirk, 27 giugno 1775 – Edimburgo, 19 febbraio 1855) è stato un matematico, scrittore di viaggi e redditiero scozzese. 

## Biografia
Suo padre era William Cadell il giovane, fondatore della Carron Iron Works, e sua madre Katherine, figlia di Archibald Inglis di Auchendinny. Nel 1787 ereditò dallo zio Thomas Edington una quota in un conglomerato di aziende ferriere, inoltre era già rappresentante del padre.
Studiò all'università di Edimburgo e nel 1798 diventò membro dello Scottish bar. Non esercitò mai, vivendo di rendita grazie alla tenuta di Banton in Stirlingshire e agli investimenti finanziari in carbone, carta e ferro. 
Passava il tempo studiando antichità e viaggiando. Durante le guerre napoleoniche, fu preso prigioniero per qualche anno. Finse di essere francese grazie alla conoscenza della lingua e tornò in Scozia nel 1808.
Amico di Sir Joseph Banks, diventò fellow of the Royal Society il 28 giugno 1810. Era anche fellow della Geological Society, membro della Wernerian Natural History Society e fellow della Royal Society di Edimburgo.

## Opere
- (EN) William Archibald Cadell, On the lines that divide each semidiurnal arc into six equal parts, Neill, C, 1816.